# The Eagle and Child
Паб «The Eagle and Child» (рус. Орёл и ребёнок) — один из старейших пабов в городе Оксфорд (Англия). Известен также под прозвищем «Bird and Baby» (рус. Птичка с младенцем). Примечателен тем, что в нём проходили встречи литературного кружка «Инклинги» (англ. Inklings), членами которого являлись Дж. Р. Р. Толкин и К. С. Льюис. Собственником паба является Сент-Джонс колледж (Оксфорд).

## История
Первое упоминание о здании, где расположен паб, относится к временам Английской революции. Во время гражданской войны Оксфорд был резиденцией роялистов, и по некоторым данным, в доме, где ныне располагается паб, проживал Канцлер казначейства. Однако эти утверждения расходятся с другими данными, по которым дата строительства паба The Eagle and Child - 1650 год, то есть после окончания гражданской войны.
Первое упоминание названия паба относится к 1684 году, когда Ричард Платт получил лицензию на право использовать вывеску, изображающую корону с орлом и ребёнком. По одной версии название происходит от герба графа Дерби — пэра Англии, первого владельца паба, на гербе у которого были изображены орёл и ребёнок. По другой, символы имели мифические корни и отсылали к легенде о Зевсе, похитившим в образе орла юного Ганимеда.
C XVI века и до 2003 года паб принадлежал Университетскому колледжу. В 2003 году он был выставлен на продажу по цене 1,2 млн фунтов стерлингов (вместе с двумя соседними магазинами). В 2004 году паб был приобретен колледжем Сент-Джонс за заявленную цену. Ежегодный доход от паба на момент покупки составлял £ 91 000.

## Связь с литературой
Дополнительную известность паб получил благодаря членам литературного кружка «Инклинги» (англ. Inklings). Каждое утро вторника (с 11:30 до 13:00), в течение 23 лет с 1939 по 1962 год, «Инклинги» собирались в пабе, чаще всего в небольшом зале с камином, получившем название — «Кабинет кролика».
Членами кружка «Инклинги» являлись профессор английского языка и литературы Джон Рональд Руэл Толкин и его друг Клайв Стэйплз Льюис — преподаватель Колледжа Магдалины (англ. Magdalen College, Oxford) и автор «Хроник Нарнии», а также Оуэн Барфилд, Чарльз Уильямс, Кристофер Толкин (сын Дж. Р. Р. Толкина), Адам Фокс и др.
В пабе «Инклинги» читали отрывки из своих только что написанных произведений, делились своими творческими планами и обсуждали новинки литературы, возможно именно здесь впервые были зачитаны фрагменты из знаменитого «Властелина колец». Своё любимое заведение члены кружка «Инклинги» фамильярно и в то же время ласково именовали «Птичка с младенцем».
Несмотря на все сложности «Инклинги» еженедельно проводили свои встречи, и каждый из членов кружка обязательно присутствовал на собраниях либо направлял письменные извинения с объяснениями о невозможности явки. Исключения случались лишь в годы войны, когда в связи с большим наплывом военных в пабе не оставалось пива и встречи переносились в другое место.

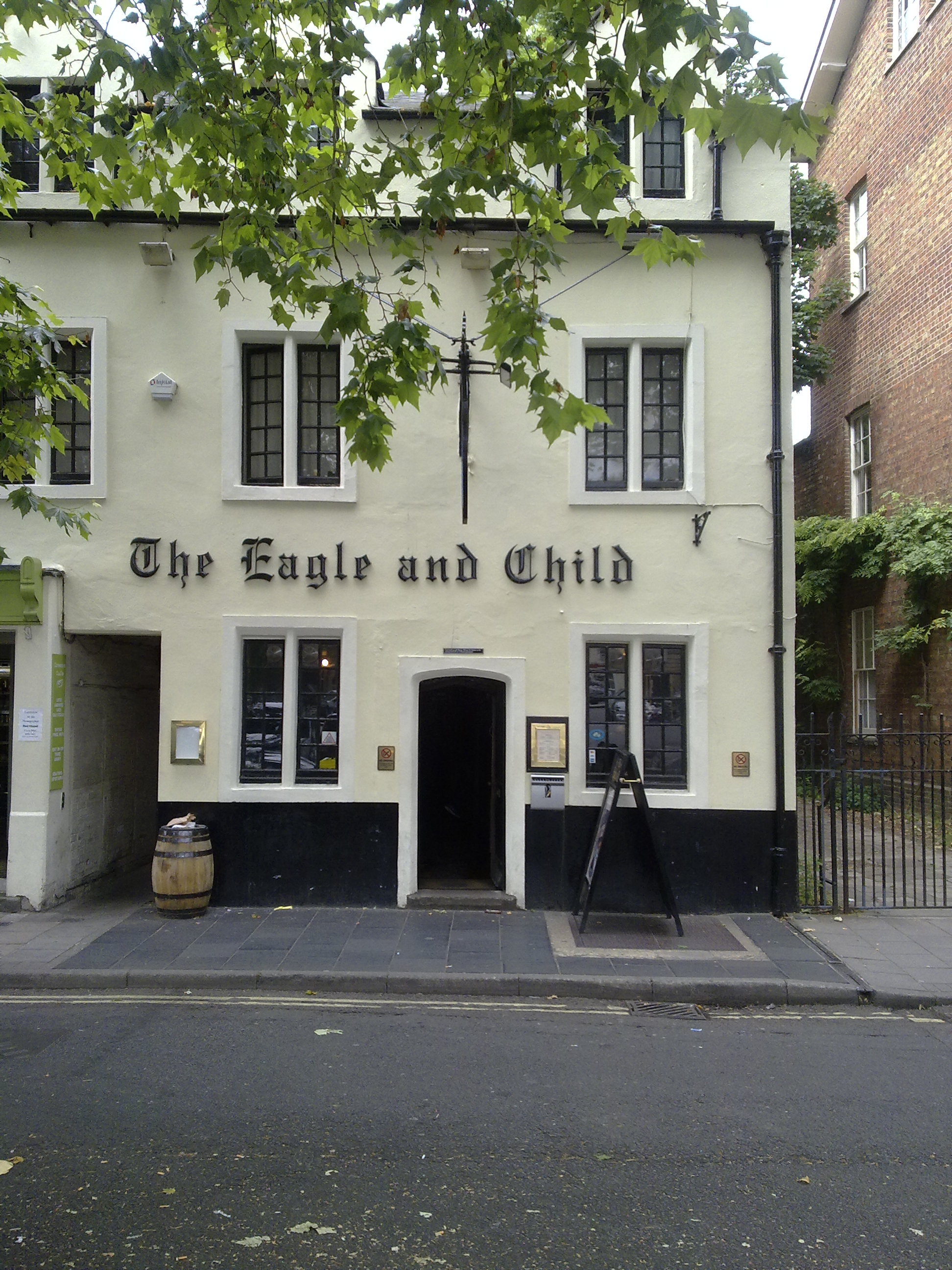
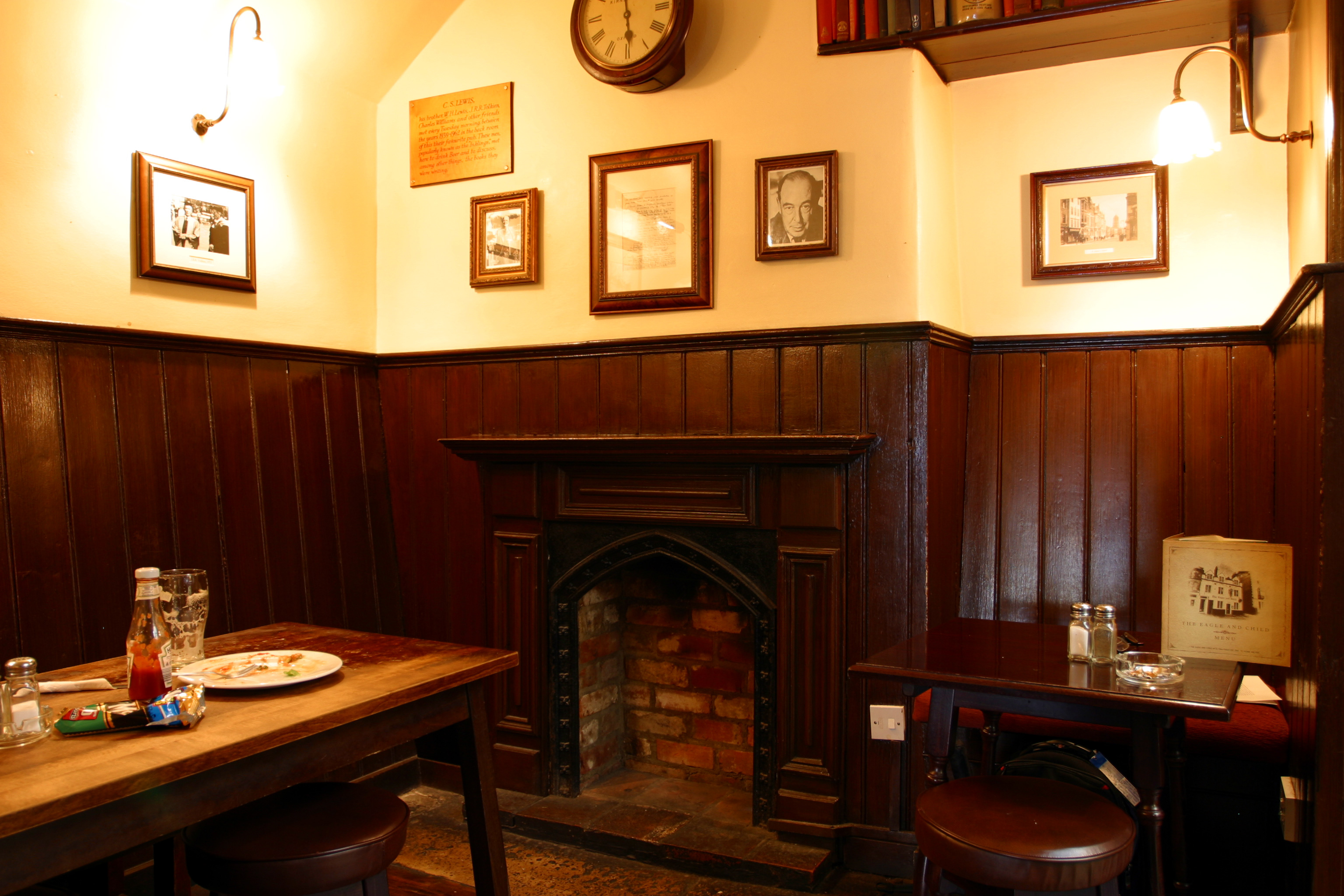
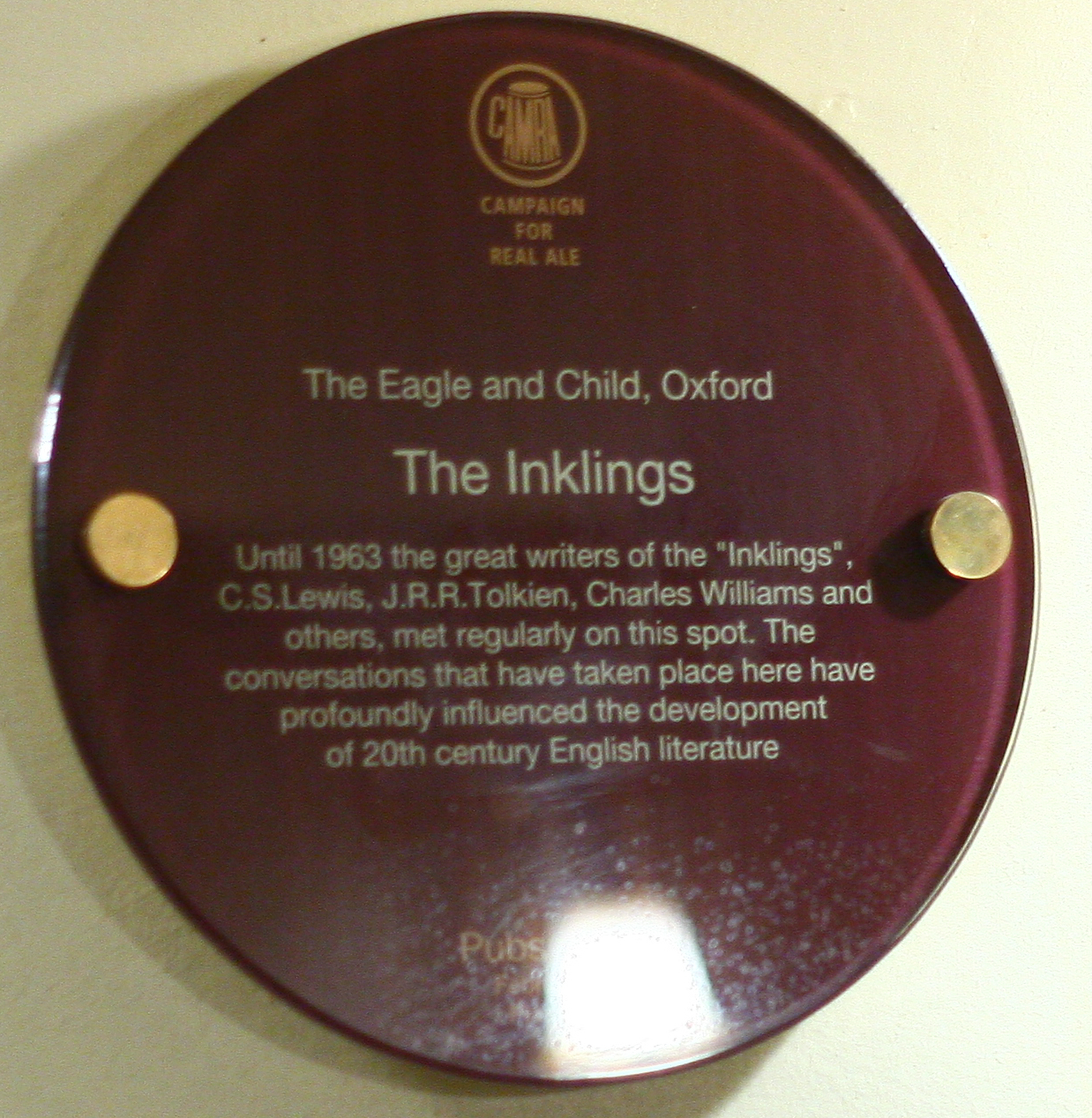
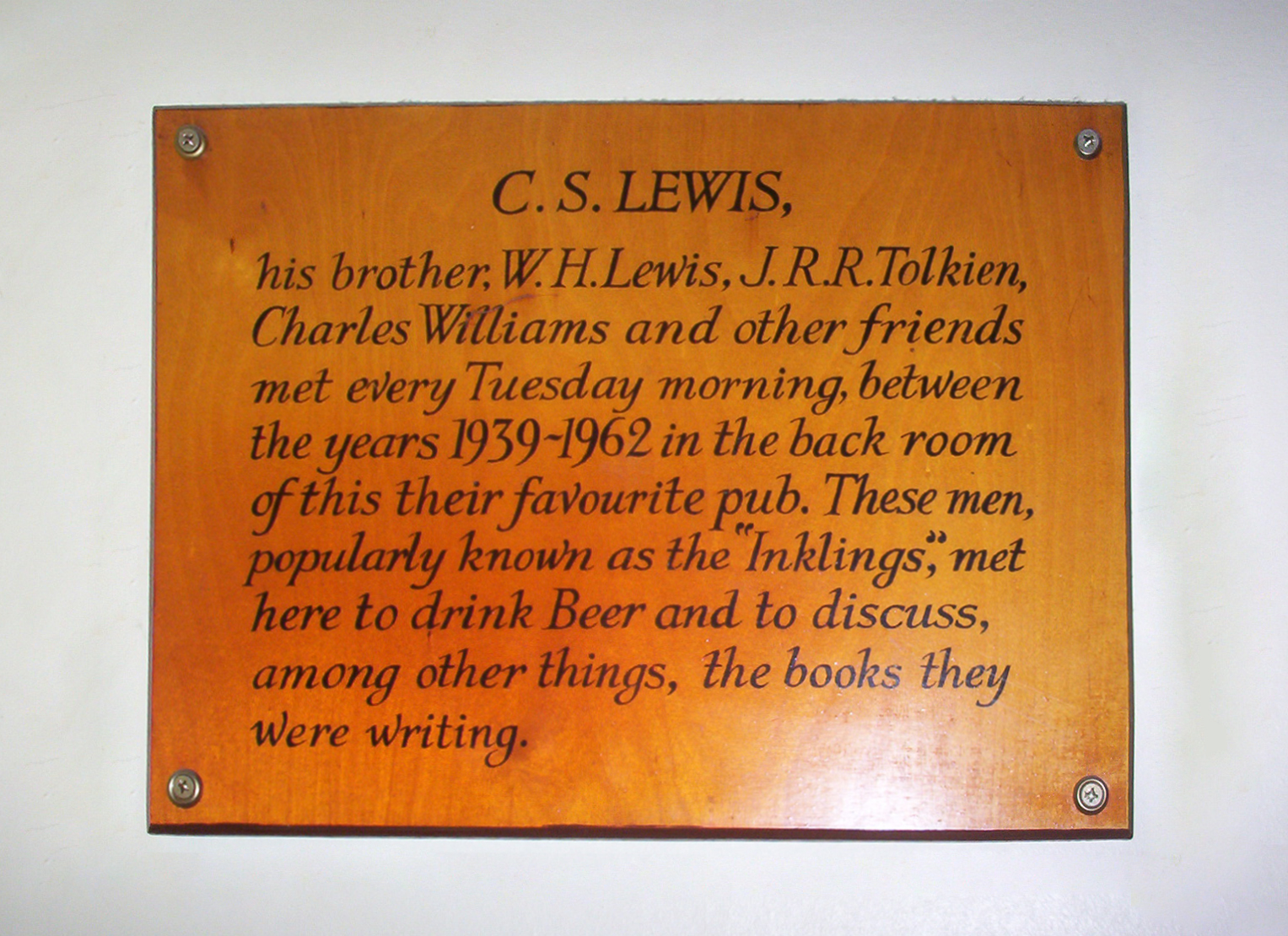